# قلمرو ماتسومائه
قلمرو ماتسومائه (به ژاپنی: 松前藩 Matsumae Domain)، یک هان در ژاپنِ دورهٔ ادو بود.